# Колчин, Сергей Валентинович
Серге́й Валенти́нович Колчин (род. 15 октября 1959) — советский и российский футболист, нападающий, защитник.
Выступал в первой (1984—1990, 1992) и второй (1979—1983, 1991) лигах СССР и России за «Автомобилист» Красноярск (1979—1983) и «Кузбасс» Кемерово (1984—1992). За «Автомобилист» провёл минимум 129 игр, забил 73 гола. За «Кузбасс» — 316 игр, 42 гола.